# ブリヒッテ・ヤグエ
ブリヒッテ・ヤグエ・エンリケ（Brigitte Yagüe Enrique、1981年3月15日 - ）は、スペイン・バレアレス諸島州パルマ・デ・マヨルカ出身の女子テコンドー選手。

## 経歴
2001年に韓国の済州で開催された世界選手権ではフライ級で銀メダルを獲得した。2003年にドイツのガルミッシュ＝パルテンキルヒェンで開催された世界テコンドー選手権大会ではフィン級で金メダルを獲得した。2004年にはギリシャで開催された2004年アテネオリンピックの女子49kg級に出場し、1回戦でタイのヤオワパ・ブーラポルチャイに敗れた。この大会でブーラポルチャイは銅メダルを獲得している。
2005年に母国スペインのマドリードで開催された世界選手権ではフライ級で銀メダルを獲得した。2007年に中国の北京で開催された世界選手権ではフライ級で金メダルを獲得した。2008年5月にはトルコのイスタンブールで開催された2008年北京オリンピックヨーロッパ予選に出場し、準々決勝でドイツのスメイエー・マンツに敗れたため、オリンピック本大会には出場できなかった。
2009年にデンマークのコペンハーゲンで開催された世界選手権ではフライ級で金メダルを獲得した。2011年に韓国の慶州で開催された世界選手権ではフライ級で銅メダルを獲得した。2012年にはイギリスで開催された2012年ロンドンオリンピックに出場し、決勝で中国の呉静鈺に敗れたが、銀メダルを獲得した。

## 人物
男子テコンドー選手のフアン・アントニオ・ラモスと結婚している。ヤグエとアントニオ・ラモスはいずれも2007年の世界選手権で金メダルを獲得した選手である。